# 中国青少年足球
中国青少年足球是指中華人民共和國境內的青少年參與足球的情況。中国青少年的足球活动共分為三个体系：学校体系、中国足球协会青少年足球训练中心和职业足球俱乐部体系。
中国青少年很早就開展足球運動。2015年，国务院办公厅印发《中国足球改革发展总体方案》。

## 历史

### 1980 - 2012

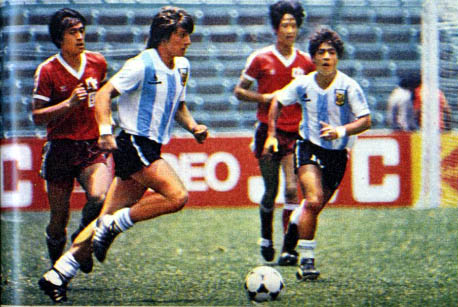
圖為1983年國際足協世界青年錦標賽期間，阿根廷队与中国队的一场比赛

中国青少年足球运动员的数量从1995年的65万人下降到2008年的13,524人。

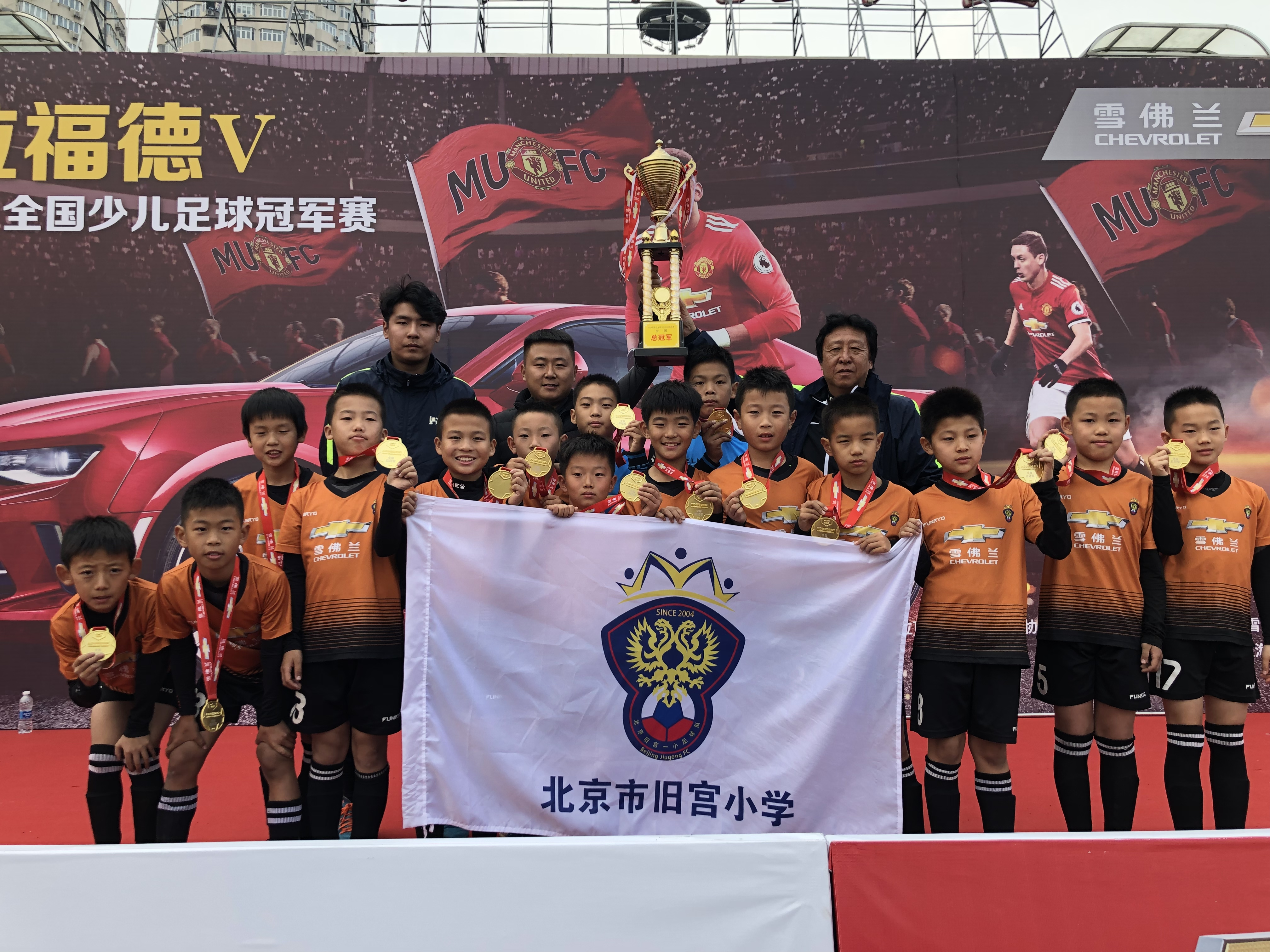
2018雪佛兰全国少儿足球冠军赛，北京市旧宫小学08队获得全国总冠军，并将代表中国前往英国老特拉福德參加比赛

2012年，习近平就任中国共产党中央委员会总书记後，他開始推動青少年足球運動發展。习近平是一名足球迷。 2014年，习近平在德国柏林奧林匹克體育場
看望中国少年足球运动员时表示，“我看好你们，看好你们这一代。我希望将来你们能够成为出色的足球运动员。”

### 2015 -
2015年，中国政府出台了《中国足球改革发展总体方案》。 该方案有三个目标：
- 到2020年，要建成2万所专业足球学校，新建7万个足球场，培养30-5000万名足球兒童；
- 到2030年，要建成5万所专业足球学校，中国国家足球队要擠進亞洲前列，中國國家女子足球隊要擠進世界前列；
- 到2050年，中国隊要擠進世界前20，中國還要舉辦世界杯並贏得世界杯冠軍。 [6]

《中国足球改革发展总体方案》特别关注青少年足球发展。中央政府要求地方政府推动校园足球的普及。中华人民共和国教育部将足球列为体育课中的必修項目。 
2022年，中国青少年足球联赛 首次舉辦。 
2024年3月，体育总局等部门印发了《中国青少年足球改革发展实施意见》，提出到2030年，青少年足球人口大幅增加，男、女足青少年国家队成绩位居亚洲前列。到2035年，青少年足球国家队在国际重要赛事要取得优异成绩。此外《意見》還提到要将课余训练纳入学校日常教育教学，组建班级和学校足球队，建立高水平教练员，鼓励普通学校与青训中心、体校、社会青训机构和职业俱乐部培育一批高水平学校足球运动队，参加中国青少年足球联赛各级赛事。

## 三个途径
中国青少年要想成为职业足球運動員有3条途径：学校体系、中国足球协会青少年足球训练中心和职业足球俱乐部体系。 

### 中国足球协会青少年足球训练中心
截至2020年，中国足球协会青少年足球训练中心已建成12个男子青少年足球培训中心和14个女子青少年足球培训中心。 

### 职业足球俱乐部体系
2019年，大约有5,000名青少年足球运动员在职业足球俱樂部寄宿学校就讀。 职业俱乐部還建立了自己的青训系统，例如恒大足球学校就与皇家马德里足球俱乐部展開合作，雙方在广东省清远市建立了一家寄宿足球学校。 

## 问题
中国足球协会曾对青少年球员的骨龄进行检测，結果发现許多青少年足球運動員偽造年齡。另外中國的家长不太鼓勵自己的孩子去踢球。  一些家長認為，參與足球會影響孩子的成績，尤其是对于13岁以上的青少年。而且假如家長讓自己的孩子往職業足球運動員發展，那自己的孩子平時就要將很多時間花在训练上，這樣的話孩子學習文化知識的時間就很少了。 
還有一些人表示，給青少年球員尋覓一位合格的教练也是一件很困難的事。  
即使是青少年足球，也存在腐敗行為，2022年，恒大集团旗下的青少年球队清远队被指放水输掉比赛。中国足球协会對其中涉嫌假球的行为展開调查。 